# اليكسي ريوس
اليكسي ريوس (بالروسية: Риос, Алексей Мануэлевич)‏ هو لاعب كرة قدم بيلاروسي، ولد في 14 مايو 1987 في مينسك في روسيا البيضاء. لعب مع باتي بوريسوف وشاختيور سوليجورسك.

## وصلات خارجية
- اليكسي ريوس على موقع الاتحاد الأوربي (الإنجليزية)
- اليكسي ريوس على موقع قاعدة بيانات كرة القدم.إي يو (الإنجليزية)
- اليكسي ريوس على موقع ناشيونال فوتبول تيمز (الإنجليزية)
- اليكسي ريوس على موقع Soccerway.com (الإنجليزية)
- اليكسي ريوس على موقع عالم كرة القدم.نت (الإنجليزية)
- اليكسي ريوس على موقع AS.com (الإسبانية)